# Ładańce
Ładańce – wieś na Ukrainie w rejonie lwowskim (wcześniej w rejonie przemyślańskim) należącym do obwodu lwowskiego.

## Historia
W 1921 wieś liczyła 155 zagród i 856 mieszkańców, w tym 745 Ukraińców, 63 Polaków i 48 Żydów. W 1931 zagród było 166 a mieszkańców 951.
W II Rzeczypospolitej wieś w powiecie przemyślańskim województwa tarnopolskiego. W 1944 nacjonaliści ukraińscy z OUN-UPA zamordowali tutaj 5 Polaków, w tym ks. Stanisława Kwiatkowskiego i jego woźnicę, Ukraińca. 